# MOTION
『MOTION』（モーション）は、BEREEVEの2枚目のオリジナル・アルバム。

## 内容
初のフル・アルバム。
神長弘一がほぼ全曲の編曲を担当。
収録曲の「儚き日々たちへ」は、後に「本気でも嘘でもいい」のカップリングとしてリカットされた。
メンバーの石井直人（現：石井ヒトシ）は「BEREEVEのアルバムの中で最も気に入っている」とコメントした。

## 批評
CDジャーナルは、「ポップロックの王道的アルバム。ラヴ・ソングと前向きな生きる姿勢を歌った歌詞」と評した。

## 収録曲
特記以外　作詞：冴木裕志／作曲：石井直人／編曲：石井直人・神長弘一
1. MOTION IN TIME
2. Nobody Somebody
3. Painful in Rain
4. 眠れないJealousy
作曲：冴木裕志　編曲：神長弘一
5. この素晴らしい世界で
6. 誰よりも眩しく
7. 嵐の夜乗り越えても
作詞：冴木裕志・みかみ麗緒　作曲：BEREEVE
編曲：石井直人・神長弘一・鷹羽仁
8. Trust you, trust your life
9. ONLY LOVE
作曲：冴木裕志　編曲：神長弘一
10. 儚き日々たちへ

## レコーディング参加
- 関雅夫 - ベース
- 坂井紀雄 - ベース
- 前野知常 - キーボード